# Sporobolus viscidus
Sporobolus viscidus är en gräsart som beskrevs av Sohns. Sporobolus viscidus ingår i släktet droppgräs, och familjen gräs. Inga underarter finns listade i Catalogue of Life.